# Sh2-291
Sh2-291 è una nebulosa a emissione visibile nella costellazione dell'Unicorno.
Si osserva nella parte meridionale della costellazione, circa 9° a nord di Sirio, la stella più luminosa del cielo notturno; appare come un debole alone di forma ovaleggiante aperta sul lato sudorientale, dove si mostra meno luminosa. Trovandosi a circa 7° a sud dell'equatore celeste, può essere osservata con facilità da tutte le aree popolate della Terra, senza grosse differenze da emisfero a emisfero; il periodo più propizio per la sua osservazione nel cielo serale va da dicembre ad aprile.
È una regione H II estesa per una sessantina di anni luce e si trova alla distanza di 8500 parsec (27700 anni luce), sul Braccio del Cigno, il braccio di spirale più esterno della Via Lattea in corrispondenza del sistema solare; secondo alcuni studi, la nube sarebbe associata alla stella variabile EM Monocerotis e costituirebbe la parte più brillante di una remota regione di formazione stellare catalogata come 220.52-2.77. Altre fonti la associano invece alla sorgente di radiazione infrarossa IRAS 06529-0755; tutti gli studiosi sono comunque concordi nell'assegnarle una grande distanza, collocandola alla periferia della Via Lattea.